# Antão de Almada

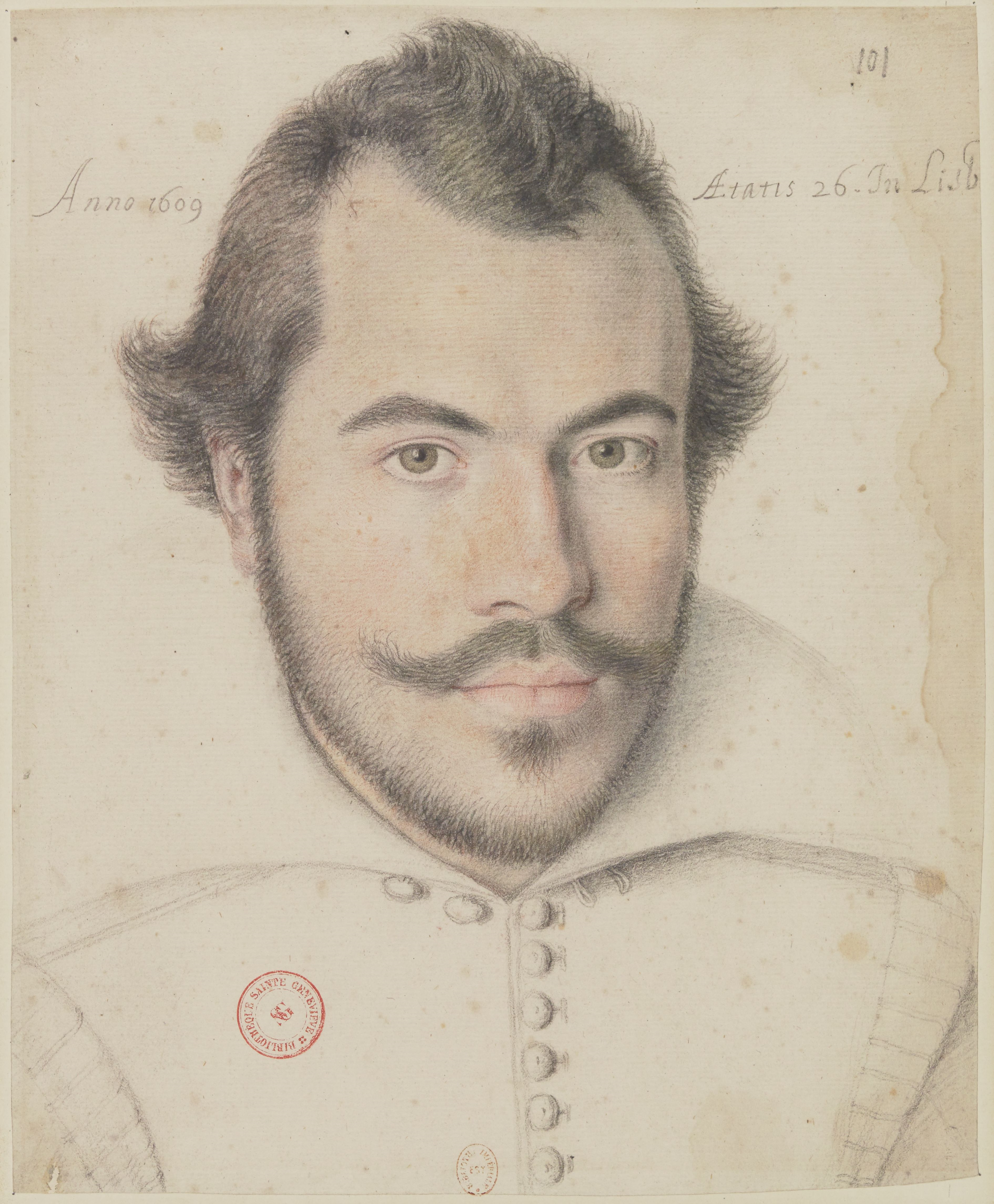
Porträt von Antão de Almada (1609)

Dom Antão de Almada (* 1573 in Portugal; † 17. Dezember 1644 in Elvas, Portugal) war ein portugiesischer Adliger und Diplomat. Er war federführend in der Restauration Portugals von Spanien seit 1640.

## Leben und Wirken
Almada, Nachfahre des portugiesischen Ritters Álvaro Vaz de Almada in englischen und portugiesischen Diensten (1390–1449, erster Graf von Avranches), war einer der sogenannten 40 Verschwörer, die sich zum Ziel gesetzt hatten, die Personalunion mit Spanien – die seit dem Tod des kinderlosen portugiesischen Königs Heinrich I. 1580 und der erfolglosen Thronbesteigung durch Anton I. von Portugal bestanden hatte – aufzulösen. Er war dabei federführend. Am 1. Dezember 1640 nahm er an der Erstürmung des Ribeira-Palastes teil, wo der portugiesischen Staatssekretär Miguel de Vasconcelos und die Vizekönigin in Portugal, Margarethe von Savoyen, kapitulierten und Lissabon den Aufständischen übergaben.
Dieser Aufstand löste den Restaurationskrieg aus und stellte damit die Unabhängigkeit Portugals von Spanien wieder her. Zum König wurde anschließend Dom João von Braganza als Johann IV. gewählt. Almadas Stadtpalast am Largo de São Domingos nahe dem Rossio im belebten Stadtzentrum Lissabons, wo er mit seinen 39 Mitverschwörern den Umsturz plante und sie dort vor Verfolgungen durch die spanische Besatzungsmacht versteckte, wurde bis dahin Palácio do Rossio oder Palácio de São Domingos genannt und ist seither als Palácio da Independência, als Palast der Unabhängigkeit bekannt.
Zum Dank ernannte der neue König Antão de Almada zum Botschafter bei Portugals ältestem Verbündeten, England, womit er der erste Botschafter des erneut unabhängigen Portugals in London wurde. Dort erreichte er am 28. Januar 1641 von König Karl I. die Anerkennung der Unabhängigkeit Portugals und einen Friedens- und Handelsvertrag. Das Amt hatte er von 1641 bis 1642 inne.
Im Juli 1642 kehrte Almada nach Portugal zurück und wurde Militärbefehlshaber der Region Estremadura. In dieser Funktion eilte er 1644 der erneut von spanischen Truppen belagerten Stadt Elvas zur Hilfe, wo er am 17. Dezember 1644 im Alter von 71 Jahren starb.
Almada war mit Isabel da Silva, seine Cousine und Tochter des adligen Lucas de Portugal, verheiratet und hatte 18 Kinder mit ihr. Er war der 7. Conde (Graf) von Avranches, der 10. Herr der königlichen Quinta Lagares d'El-Rei in Alvalade und der 5. Herr von Pombalinho.
Im Zuge der Umstrukturierung des Stadtzentrums von Lissabon nach dem Abriss des Marktes auf dem Platz Praça da Figueira wurde ein Teil der Rua dos Correeiros zwischen Ruas do Amparo und dem Largo de São Domingos, wo Almadas alter Stadtpalast steht, durch ein städtisches Edikt vom 28. August 1950 in Rua D. Antão Vaz de Almada umbenannt, ein Name, der im folgenden Jahr durch ein Edikt vom 6. März 1951 in Rua Dom Antão de Almada geändert wurde. Auch in anderen Städten Portugals sind Straßen nach Antão de Almada benannt, etwa in Gondomar und Almada.